# صموئيل برنارد (خبير مالي)
صموئيل برنارد (بالفرنسية: Samuel Bernard)‏ هو خبير مالي فرنسي، ولد في 29 أكتوبر 1651 في سانسير ‏ في فرنسا، وتوفي في 18 يناير 1739 في باريس في فرنسا.

## وصلات خارجية
- صموئيل برنارد على موقع الموسوعة البريطانية (الإنجليزية)